# بادشاه (فلم هندي 1999)
بادشاه (بالهندية: बादशाह) (بالإنجليزية: Baadshah) بالعربية معناه الملك هو فيلم كوميدي وأكشن هندي باللغة الهندية عام 1999 من إخراج عباس-موستان. الفيلم من بطولة شاه روخ خان وتوينكل خانا في الأدوار القيادية وأمريش بوري وراكي جولزار وجوني ليفر ورزاق خان وما إلى ذلك في الأدوار الداعمة. تم إصداره في 27 أغسطس 1999. حاز خان على جائزة فيلم فير لأفضل أداء في دور كوميدي عن أدائه في الفيلم. تعتمد قصة الفيلم بشكل فضفاض على الفيلم الأمريكي الهروب من الوقت لعام 1995.

## حبكة
يدير راج المعروف باسم بادشاه وكالة تحقيقات من مكتب في مومباي مليء بأدوات التحقيق الرخيصة. لديه مساعد رئيسي رملال وموظفين آخرين. يتلقى بادشاه القليل من الأعمال ويرغب بشدة في الحصول على فرصة كبيرة.
سوراج سينغ ثابار هو رجل أعمال كبير تم إغلاق مصنعه الكيميائي الحيوي من قبل رئيسة وزراء جوا، جايتري باتشان، بعد حادث صناعي كبير. يقرر ثابار أن يقوم باغتيالها. مساعدته راني، تستأجر شيفا، القاتل المأجور سيئ السمعة في مومباي.
كيه. جونجونوالا يأتي إلى بادشاه بحالة غريبة. ويقول إنه يعاني من ورم في المخ ويريد أن يرى ابنته سيما متزوجة من نيتين قبل وفاته. سيما ترفض الزواج من نيتين، ومن هنا تأتي الحاجة إلى مساعدة بادشاه. بادشاه يغازل سيما بالأكاذيب ويجعلها تقع في حبه، فقط ليتركها لاحقًا. ومع ذلك، كانت مشاعره تجاهها حقيقية. دون علم بادشاه، فإن جونجونوالا ونيتين هما في الواقع ثنائي مكون من أب وابنه مطلوب من قبل مكتب التحقيقات المركزي . ويهدف زواج نيتين من سيما، التي هي في الواقع شقيقة العميل السري لمكتب التحقيقات المركزي ديباك مالهوترا، إلى وقف التحقيق في قضية الاحتيال المصرفي . تفشل الخطة عندما يقوم العميل مالهوترا باعتقال الجهونجنوالا.
يموت شيفا في حادث سيارة. خوفًا من محاولة ثانية، يكلف مكتب التحقيقات المركزي العميل مالهوترا بحمايتها. تم تعيين مالهوترا الاسم الرمزي "بادشاه". يعرف ثابار هذا بطريقة ما ويطلب من راني وصديقها موتي القضاء على "بادشاه" وجعل موتي ينتحل هويته للوصول إلى باتشان وتنفيذ عملية الاغتيال. في الوقت نفسه، حصل المحقق بادشاه على وظيفة من ماهيندرا سيث. قام مانيشاند وساكسينا باختطاف طفل سيث للحصول على فدية. حصل بادشاه وصديقه على تذاكر للسفر إلى جوا ، حيث يتم احتجاز الطفل.
ومن المقرر أن تتجه الطائرتان "بادشاه" إلى نفس الرحلة. يصل العميل مالهوترا إلى مكتب التذاكر وتحدده راني على أنه بادشاه. موتي يقتل مالهوترا. يذهب بادشاه إلى مكتب التذاكر ويُمنح عن طريق الخطأ تذكرة الوكيل من درجة رجال الأعمال. يجد بادشاه أيضًا قرص الكمبيوتر الخاص بمالوترا الساقط. يصل موتي إلى مكتب التذاكر معلناً عن نفسه باسم بادشاه ويتم منحه تذكرة الدرجة الاقتصادية الخاصة ببادشاه الحقيقي. أثناء الرحلة، تدرك راني أن موتي قتل الرجل الخطأ. سيما وشريكها توم أنكل في مطار جوا ينتظران العميل مالهوترا لكنهما يلتقيان ببادشاه بدلاً من ذلك.
يلتقي بادشاه مع وكيل مكتب التحقيقات المركزي أديتيا شوبرا ويعتقد أنه يعمل لصالح ماهيندرا سيث بينما يعتقد الوكيل شوبرا أن بادشاه هو وكيل مكتب التحقيقات المركزي السري. يغادرون المطار ويذهبون لمقابلة الدكتورة روسي سورتي من مكتب التحقيقات المركزي التي تقدم لبادشاه مجموعة من الأدوات السرية للغاية وسيارة على طراز جيمس بوند لمساعدته في مهمته. لقد أثنوا عليه بسبب الطريقة التي حل بها قضية جونجونوالاس، والتي صدم بادشاه عندما علم أنها تتعلق بالاحتيال المصرفي.
عند العودة إلى المطار، يتم استقبال أصدقاء بادشاه بواسطة سائق يتظاهر بأنه ماهيندرا سيث، لكنه موظف لدى الخاطفين. سيما، التي كانت تتبع بادشاه، تخطط للقاء معه. لقد التقيا واعتذر لها عما حدث في السابق. يتصالحان مؤقتًا، يقاطع موتي محادثتهما وتهرب سيما بينما يتقاتل بادشاه وموتي. ويتذكر بادشاه أنه رأى موتي سابقًا في مطار مومباي يدفع رجلاً على كرسي متحرك، ويعترف موتي بأنه قتله.
يتمكن بادشاه من الهروب ويتلقى بعد ذلك مكالمة من الخاطفين الذين يطلبون منه استبدال الماس بالطفل في مدرسة القديس بولس. تبحث سيما في غرفة فندق بادشاه وتجد قرص الكمبيوتر وتأخذه، دون أن تدرك أن بادشاه يراقبها. تتحقق من القرص وتكتشف أن ثابار كان وراء محاولة الاغتيال. الآن يشتبه سيما والعم توم في أن بادشاه هو القاتل.
تتوجه إلى نادي ثابار لمقابلة ثابار، حيث يظهر بادشاه أيضًا بعد متابعة سيما. يعتقد ثابار أن بادشاه هو البديل الذي رتبته راني، بينما يعتقد بادشاه أن ثابار يعمل لدى ماهيندرا سيث. بادشاه يخبر ثابار أن العمل سيتم في اليوم التالي في مدرسة القديس بولس. يعتقد ثابار أن بادشاه يتحدث عن مقتل باتشان، الذي من قبيل المصادفة لديه برنامج مخطط في مدرسة سانت بول في اليوم التالي أيضًا.
يتمكن بادشاه من إنقاذ الطفل وإلقاء القبض على الثنائي الإجرامي. يرسل راملال والآخرين إلى العنوان الذي أعطاه ثابار. يعتقد بادشاه أن أصدقائه سيلتقون بتابار لإعادة الماس والطفل بينما يعتقد ثابار أنهم اختطفوا باتشان ويحضرونها إليه. عند عودتها إلى مدرسة سانت بول، أبلغت سيما الأمن عن خطة الاغتيال.
خانا، ضابط الأمن الرئيسي الفاسد، يتم إبلاغه ويرسل رجاله وراء سيما لقتلها. بادشاه ينقذها. يناقشان كل ما يعرفانه ويصلان إلى إدراك سوء الفهم بينهما. راني وموتي يشهدان كل شيء أيضًا وهما أيضًا يفهمان الارتباك. أصدقاء بادشاه والطفل الآن في عهدة ثابار. يطلب من بادشاه أن يقوم باغتيال باتشان بنفسه وإلا فإنه سيقتل أصدقاء بادشاه والطفل. يتم ربط الطفل بسترة مفخخة واحتجازه رهينة في شاحنة صغيرة يراقبها موتي، بينما يتم احتجاز أصدقاء بادشاه في مبنى شاهق بواسطة راني.
في فندق هوليداي إن، يلتقي بادشاه بزوج رئيس الوزراء، تياجراج باتشان، بدعوة من شيتال التي تعمل سكرتيرة رئيس الوزراء، ويكتشف أنه متورط أيضًا في مؤامرة الاغتيال بعد أن قتل تياجراج شيتال. بادشاه ينقذ أصدقائه والطفل. يتوجه إلى رئيسة الوزراء ويسلمها مذكرة بشأن مقتل شيتال. تتعرف على خطة الاغتيال وأن العقل المدبر وراءها هو زوجها. يسحب بادشاه مسدسه ويفتح النار على أفراد الأمن. يتمكن من القضاء عليهم جميعا، بما في ذلك خانا. يحاول تياجراج الفرار ولكن يتم القبض عليه من قبل ضباط مكتب التحقيقات المركزي. يسحب ثابار جهاز التحكم عن بعد للقنبلة ويهدد أصدقاء بادشاه وعملاء مكتب التحقيقات المركزي. كلهم يتحدون ثابار لتفجير القنبلة. يهرب ثابار ويلاحقه بادشاه بينما يعمل الدكتور سورتي على القنبلة. يتمكن من إزالته ويرمونه خارج المبنى، حيث يهبط مباشرة تحت سيارة ثابار. يهرب ثابار ويجد راني وموتي بالخارج ويطلب منهما تفجير القنبلة بمجرد دخوله سيارته. يتم قتل ثابار عندما تنفجر القنبلة تحت سيارته.
يملك بادشاه الآن أعمالًا مزدهرة في وكالة المباحث الخاصة به. يتلقى رام لال اتصالاً من الرئيس بيل كلينتون يعرض فيه مبلغ مليون دولار للمساعدة في قضية "مونيكا". يرفض بادشاه ذلك، قائلاً إنه في مهمة زوجة.

## الممثلون
- شاه روخ خان في دور مزدوج كـ
  - راج بابولال راي بادشاه، محقق خاص من مومباي
  - جانابات راي والد راج
- توينكل خانا في دور سيما مالهوترا / روزي
- راكي جولزار بدور غاياتري ديفي باتشان، رئيسة وزراء جوا، الهند.
- أمريش بوري بدور سوراج سينغ ثابار
- جوني ليفر بدور رام لال، المساعد الشخصي لبادشاه
- شارات ساكسينا بدور موتي
- ساشين خيديكار بدور تياغراج باتشان، زوج غاياتري
- بانكاج دهير بدور السيد خانا، ضابط الأمن المسؤول
- ديبشيخا بدور راني
- سوراب شوكلا بدور الرئيس ساكسينا
- أفتار جيل بدور كيه. جونجونوالا
- رزاق خان بدور مانيك تشاند، شريك ساكسينا
- فيجو خوتي بدور فيجو ياداف
- أمريت باتل بدور توم العم
- دينيش هينجو بدور دكتور رستم
- مقاول ديناري كمدير للكازينو
- كيران زافيري في دور شيتال لادا، سكرتيرة غاياتري
- آدي إيراني بدور آدي شوبرا، عميل البنك المركزي العراقي
- نيراج فورا بدور الدكتورة روسي سورتي من البنك المركزي العراقي
- سودهير بدور روكي أوبيروي، المساعد الشخصي لبادشاه.
- أنانت ماهاديفان بدور ماهيندر سيث
- راهول سينغ بدور تشاي والا
- شاراد سانكلا بدور شوكي لال، المساعد الشخصي لبادشاه
- مهافير شاه كمفتش شرطة
- شاشي شارما بدور السيدة ناثان، ضابطة البنك المركزي العراقي
- بريم تشوبرا كرئيس للبنك المركزي العراقي (ظهور خاص)
- شاشيكالا بدور والدة بادشاه (ظهور خاص)
- ديباك تيجوري بدور ديباك مالهوترا، ضابط CBI (بادشاه الحقيقي والعميل السري 420) وشقيق سيما (ظهور خاص)

## الموسيقى التصويرية
تحتوي الموسيقى التصويرية على 6 أغاني من تأليف أنو مالك . معظم الأغاني يغنيها أبيجيت . الفنانان هما ألكا ياجنيك وأنو مالك. حظيت الموسيقى التصويرية باستقبال جيد.
| #  | عنوان                     | المدة |
| -- | ------------------------- | ----- |
| 1. | "Main To Hoon Pagal"      | 6:18  |
| 2. | "Woh Ladki Jo"            | 7:04  |
| 3. | "Mohabbat Ho Gayee Hai"   | 6:00  |
| 4. | "Hum To Deewane Hue Yaar" | 6:56  |
| 5. | "Baadshah, O Baadshah"    | 6:37  |
| 6. | "O Baby"                  | 6:54  |

## روابط خارجية
- بادشاه على موقع IMDb (الإنجليزية)
- بادشاه على موقع نتفليكس (الإنجليزية)
- بادشاه على موقع قاعدة بيانات الأفلام العربية
- بادشاه على موقع ألو سيني (الفرنسية)
- بادشاه على موقع فيلمافينيتي (الإسبانية)
- بادشاه على موقع قاعدة بيانات الفيلم (الإنجليزية)
- بادشاه على موقع ليتربوكسد (الإنجليزية)
- بادشاه على موقع كينوبويسك (الروسية)